# Sportinė Aviacija Genesis 2
Die Genesis 2 ist ein einsitziges Segelflugzeug der FAI-Standardklasse des litauischen Herstellers Sportinė aviacija ir Ko. Besonders auffällig an dem Flugzeug ist das stark verkürzte Heck, wodurch die Auslegung den Eindruck eines schwanzlosen Flugzeugs erweckt.

## Geschichte
Die Genesis 2 ist die Serienvariante des Prototyps Genesis 1, der von dem US-amerikanischen Designteam „Genesis Group“ um Geldgeber Jerry Mercer konstruiert wurde. Hauptkonstrukteure waren Jim Marske (Flugzeug) und John Roncz (Flügelprofil). Bei der Suche nach einem Hersteller für den Prototyp wurde man bei Sportinė aviacija in Litauen fündig. Die Genesis 1 hatte ihren Erstflug 1993.
Für die Serienproduktion wurde der Prototyp deutlich verändert. Das Serienflugzeug „Genesis 2“ hatte am 7. November 1997 seinen Erstflug. Aufgrund wirtschaftlicher Probleme zerbrach die Beziehung zwischen den US-amerikanischen Entwicklern und dem Hersteller, weshalb die Produktion nach 27 Flugzeugen eingestellt wurde.

## Konstruktion
Hauptziel beim Entwurf der Genesis war eine deutliche Verringerung der Oberflächen von Rumpf und Höhenleitwerk im Vergleich zu konventionellen Bauformen, um den Strömungswiderstand zu verringern. Dies konnte erreicht werden, indem das Flügelprofil selbst wie bei einem Nurflügler ein positives Nickmoment erzeugt. Die Genesis hat zwar zusätzlich ein kleines Pendelruder auf dem Seitenleitwerk, dieses dient jedoch hauptsächlich zur Trimmung und nicht zur Erhöhung der Längsstabilität.
Für die Serienfertigung wurden stranggezogene Flügelholme aus kohlenstofffaserverstärktem Kunststoff verwendet. Diese Technik wurde anschließend für weitere LAK-Flugzeuge verwendet. Das Bugrad wurde für die Serienfertigung ebenso wie das Hauptrad einziehbar gemacht und die Flügelschränkung reduziert.

## Technische Daten
| Kenngröße              | Daten Genesis 2      |
| ---------------------- | -------------------- |
| Besatzung              | 1                    |
| Rumpflänge             | 4,81 m               |
| Spannweite             | 15 m                 |
| Höhe                   | 2,21 m               |
| Flügelfläche           | 11,15 m²             |
| Flügelstreckung        | 20,2                 |
| Flügelprofil           | Roncz G-74S          |
| Gleitzahl              | 43–44                |
| Geringstes Sinken      | 0,58 m/s bei 85 km/h |
| Leermasse              | ca. 240 kg           |
| max. Startmasse        | 525 kg               |
| max. Flächenbelastung  | 46,6 kg/m²           |
| Höchstgeschwindigkeit  | 276 km/h             |
| Manövergeschwindigkeit | 205 km/h             |
| Mindestgeschwindigkeit | 75 km/h              |
| g-Limits               | +5,55/−3,55g         |